# Membri ai Academiei Române - H
Aceasta este o listă a tuturor membrilor Academiei Române ale căror nume încep cu litera H, începând cu anul înființării Academiei Române (1866) până în prezent.
- Ionel Haiduc (n. 1937), chimist, membru titular (1991)
- Mendel Haimovici (1906 - 1973), matematician, membru titular (1963)
- Pantelimon (Pan) Halippa (1883 - 1979), publicist, om politic, membru corespondent (1918)
- Constantin N. Hamangiu (1869 - 1932), jurist, membru de onoare (1930)
- Spiru Haret (1851 - 1912), matematician, sociolog, pedagog, om politic, membru titular (1892)
- Alexandru Hașdeu (Hâjdeu) (1811 - 1872), scriitor, profesor, membru fondator (1866)
- Bogdan Petriceicu Hașdeu (1838 - 1907), filolog, scriitor, folclorist, istoric, publicist, membru titular (1877)
- Cornel Hațegan (n. 1940), fizician, membru titular (2018)
- Emil Hațieganu (1878 - 1959), jurist, membru de onoare (1945)
- Iuliu Hațieganu (1885 - 1959), medic, membru titular (1955)
- Ioan D. Hăulică (1924 - 2010), medic, membru titular (1994)
- Dan Hăulică (1932 - 2014), eseist literar, critic de artă, membru corespondent (1993)
- Constantin N. Hârjeu (1856 - 1928), general, inginer, membru corespondent (1909)
- Ion Heliade Rădulescu (1802 - 1872), scriitor, filolog, om politic, membru fondator (1867)
- Ștefan Hepites (1851 - 1922), fizician, meteorolog, membru titular (1902)
- Cristian Ioan D. Hera (n. 1933), inginer agronom, membru titular (2004)
- Enea Hodoș (1858 - 1945), folclorist, scriitor, membru corespondent (1904)
- Iosif Hodoș (1829 - 1880), istoric, om politic, membru fondator (1866)
- Maria Holban (1901 - 1991), istoric, membru corespondent (1990)
- Nicolae Hortolomei (1885 - 1961), medic, membru titular (1948)
- Iuliu Hossu (1885 - 1970), episcop, membru de onoare (1945)
- Ioan Huber-Panu (1904 - 1974), inginer geolog, membru corespondent (1955)
- Horia Hulubei (1896 - 1972), fizician, membru titular (1946)
- Alexandru Hurmuzaki (1823 - 1871), publicist, om politic, membru fondator (1866)
- Constantin N. Hurmuzaki (1863 - 1937), entomolog, membru de onoare (1919)
- Eudoxiu D. Hurmuzaki (1812 - 1874), istoric, membru titular (1872)
- Nicolae Hurmuzaki (1826 - 1909), om politic, membru de onoare (1883)
- Dragomir Hurmuzescu (1865 - 1954), fizician, membru corespondent (1916)